# Bertico Sosa
Francisco Alberto „Bertico“ Sosa (* 23. Februar 1951 in La Romana; † 2. Dezember 2005 in Santo Domingo) war ein dominikanischer Pianist, Arrangeur und Komponist.
Sosa studiert Medizin an der Universidad Autónoma de Santo Domingo. Er wurde in den 1980er Jahren vor allem als Komponist und Arrangeur bekannt und arbeitete für Musiker wie Corinne Oviedo, Olga Lara, Vickiana, Taty Salas, Pablo Martínez, Monchy Capricho, die Coco Band, Omar Franco, Sergio Vargas, Sergio Hernández und Fernando Villalona. Kurz vor seinem Tod wirkte er an der Komposition der Musik zu Rogert Bencosmes Film Andréa mit. 